# Emmanuele Vitale
Emmanuele Vitale (Rabat, 30 aprile 1758 – Gozo, 8 ottobre 1802) è stato un patriota, militare e notaio maltese.
Nel corso dell'assedio di Malta comandò 10.000 soldati dell'esercito irregolare maltese.

## Biografia

### I primi anni
Emmanuele Vitale nacque a Rabat il 30 aprile 1758, figlio del notaio Saverio Vitale e di Rosa Caruana. Influenzato da suo padre, studiò a Malta e divenne anch'egli notaio. Tra il 1785 ed il 1795, succedette a suo padre come cancelliere dell'Università di Mdina, di cui fu anche un grande benefattore.

### L'occupazione francese di Malta
I francesi assediarono Malta combattendo contro i Cavalieri Ospitalieri nel 1798. Le truppe francesi, dopo la facile occupazione dell'isola, vi lasciarono a guardia delle truppe al comando del generale Claude-Henri Belgrand de Vaubois, che immediatamente si resero impopolari. Di frequente i francesi razziavano le chiese di Malta, fatto che portò Vitale ad aiutare i parroci locali a nascondere i loro tesori nella chiesa di San Giuseppe a Rabat e nella su casa. Quando i francesi tentarono di razziare damaschi e argento dal convento di Mdina, una folla si riunì per controbattere i francesi. Le proteste divennero ben presto una insurrezione vera e propria contro gli occupanti francesi e Vitale divenne il comandante in capo delle forze irregolari maltesi (con l'eccezione delle forze di Zebbug e Siggiewi che vennero capeggiate dal canonico Francesco Saverio Caruana in qualità di generale). Sotto il suo comando, i maltesi riuscirono a scacciare i francesi da Mdina, utilizzando un passaggio segreto dietro la cattedrale di San Paolo, catturando il giorno successivo anche Imdina, massacrando la guarnigione francese ivi presente. Colti di sorpresa, i francesi si ritirarono a La Valletta da dove condussero il resto dell'assedio.
Nel frattempo, Vitale e gli altri capi del governo provvisorio, si riunirono alla Banca Giuratale di Mdina il 3 settembre. L'assemblea si appellò per ottenere aiuto ed inviò degli ambasciatori a Napoli. Vitale, il conte Salvatore Manduca, il marchese Vincenzo de Piro ed il conte Ferdinando Thurna Castelliti inviarono una lettera all'ammiraglio britannico Horatio Nelson con le loro richieste. Poco dopo il capitano l'ammiraglio in persona, accompagnato dal capitano Alexander Ball, giunsero sul posto, aiutati poco dopo dal marchese di Nisa con moschetti e polvere da sparo. Per disaccordi su chi dovesse governare il paese tra Vitale e Caruana, Ball divenne presidente dell'assemblea nazionale. Poco dopo venne costituito un Congresso Nazionale composto dai capi dei villaggi locali e da alcuni sacerdoti. Vitale venne prescelto come rappresentante di Mdina e non incluso dunque come generale. In un primo momento Ball fu molto critico nei confronti di Vitale, descrivendolo come ambizioso ed un cattivo amministratore. Questa sua visione ad ogni modo mutò radicalmente quando vide le sue capacità di capo militare nel corso dell'assedio. Il 31 marzo 1800, assieme ad altri venti rappresentanti, firmò una lettera con la quale il popolo maltese si consegnava alla Gran Bretagna. I francesi capitolarono il 5 settembre 1800.

### Gli ultimi anni
Dopo che i francesi ebbero lasciato Malta, la Gran Bretagna stabilì il proprio protettorato su Malta, con Ball che ne divenne primo commissario civile. Egli nominò Vitale a suo luogotenente a Senglea. Il 21 agosto 1801, sotto il commissario civile Charles Cameron, ottenne l'onore di divenire governatore, sovrintendente e direttore sanitario di Gozo. Morì l'8 ottobre 1802 a 44 anni.

## Memoria storica
Vitale è ricordato a Malta per essere stato uno degli eroi nazionali contro l'occupante francese. A lui il governo di Malta ha dedicato un francobollo nel 2002, anche se non è sicuro che tale francobollo raffiguri precisamente Vitale o un membro del Reggimento d'artiglieria e bombardieri dei Cavalieri Ospitalieri.